# Hector Livius van Haersma
Hector Livius van Haersma (Jelsum, 8 december 1737 - Oudega, 15 januari 1820) was een Nederlandse grietman.

## Familie
Van Haersma was een zoon van Eelco van Haersma en Johanna Maria Saackma van Wijckel. Zijn moeder hertrouwde in 1758 met haar zwager Livius van Haersma, grietman van Smallingerland. Hij trouwde zelf met Catharina de Blocq van Scheltinga (1737-1813), zij kregen twee dochters.

## Loopbaan
In 1742 legde Hector Livius Van Haersma de eerste steen voor de Grote Kerk van Drachten. Hij werd in 1757 secretaris van de grietenij Smallingerland.. In 1770 volgde hij zijn oom en stiefvader Livius van Haersma op als grietman. Hij behoorde tot de Oranjegezinden en werd daarom in 1795 afgezet. Hij zou worden terechtgesteld, maar werd gered door de inval van de Fransen. In 1805 werd hij aangesteld als drost van Smallingerland, Opsterland en Ooststellingwerf. In 1810 werd hij baljuw van het zesde district (Smallingerland en Opsterland).
Na de Franse tijd werd zijn kleinzoon Hector Livius Haersma van Vierssen grietman in Smallingerland. Van Haersma overleed op 82-jarige leeftijd op Groot Haersma State.
- Biografisch Portaal: 03722535
- Digitale Bibliotheek voor de Nederlandse Letteren: haer024
- International Standard Name Identifier: 0000 0003 8728 2145
- Nederlandse Thesaurus van Auteursnamen: 071395288
- Virtual International Authority File: 280222324
- WorldCat: E39PBJtrQkPjhkxPfm6DjVgHYP